# Ерёмин, Николай Фёдорович (сотрудник госбезопасности)
Никола́й Фёдорович Ерёмин (1891—1973). В 1922 году — начальник Особого отдела Туркестанского фронта. С 1932 по 1933 года — начальник БАМЛАГа. В 1936—1937 гг — начальник административного отдела АХУ НКВД СССР. Майор госбезопасности.

## Биография
Родился 30 декабря 1891 г. в городе Темрюк Кубанской области в семье крестьянина-плотника. Родители — уроженцы Покровского уезда Владимирской губернии. Русский.
Образование — начальное. Учился 7 лет в 3-х классном городском училище города Темрюка, ушел из 3 класса; экстерном окончил 5 классов городского училище (1908).
Участник революционного движения в городе Темрюк в 1907—1908 годах (член группы анархистов-коммунистов).
В 1910 году осужден Кавказским военным окружным судом на 12 лет каторжных работ (срок заменен заключением в тюрьме на 5,5 лет).
С 4 марта 1917 г. по 15 июля 1917 г. — помощник начальника, позднее — начальник Темрюкской городской милиции при Временном правительстве.

### После революции
С декабря 1917 года в отряде Красной гвардии г. Темрюка.
В июне 1918 года — контрразведчик, секретарь контрразведки при штабе красногвардейских отрядов Таманского фронта (ст-ца Славянская, Кубанской обл.).
В августе-сентябре 1918 года — участник похода Таманской Красной армии — секретарь военного комиссара Таманской Красной армии.
С 1 января 1919 г. — сотрудник оперативного штаба Таманской Красной армии (3-я Таманская дивизия) (село Лагань, Астраханской губ.).

### Карьера в органах госбезопасности
В органах ВЧК-ГПУ-ОГПУ-НКВД с мая 1919 года.
Член РКП(б) с ноября 1919 года.
С 15 октября 1919 г. по 1 октября 1920 г. — следователь Особого отдела Туркестанского фронта(г.г. Самара, Ташкент).
С октября 1920 года — начальник организационного отделения Особого отдела Туркестанского фронта (г. Ташкент).
С 6 января 1921 г. — врид начальника административно-организационной части (АОЧ) Особого отдела Туркестанского фронта (г. Ташкент).
В августе 1921 года — заместитель начальника Особого отдела Туркестанского фронта (г. Ташкент).
С декабря 1921 года — начальник Секретно-оперативной части (СОЧ) Особого отдела Туркестанского фронта, затем полпредства ГПУ Туркестана (г. Ташкент).
С 8 сентября 1922 г. по 25 сентября 1922 г. — врид начальника Особого отдела Туркестанского фронта (г. Ташкент).
С 19 декабря 1922 г. — в резерве полпредства ГПУ Туркестана, одновременно исполнял должность начальника Самаркандского областного отдела ГПУ и начальника Особого отдела Самаркандского боевого района (г. Самарканд).
С 5 февраля 1924 г. по 2 апреля 1928 г. — начальник Кубано-Черноморского областного отдела ГПУ, с июля 1924 года — Кубанского окружного отдела ГПУ полпредства ОГПУ по Северо-Кавказскому краю (г. Краснодар).
В 1926 году награждён знаком «Почетный работник ВЧК-ГПУ (V)».
С 19 апреля 1928 г. по 24 мая 1929 г. — начальник Секретно-оперативного управления (СОУ), одновременно заместитель полпреда ОГПУ по Северо-Кавказскому краю и Дагестану(г. Ростов-на-Дону).
В 1928 году награждён орденом Красного Знамени — к 10-летию ВЧК — ОГПУ.
С 25 июля 1931 г. по 18 августа 1931 г. — начальник Орготдела АОУ ОГПУ СССР (г. Москва).
С 2 сентября 1931 г. — помощник начальника ГУЛАГа ОГПУ СССР (г. Москва).
С 10.11.1932 г. по 28 августа 1933 г. — начальник Байкало-Амурского исправительно-трудового лагеря (БАМЛАГа) ОГПУ и заместитель начальника строительства БАМа (г. Свободный); по совместительству — помощник начальника ГУЛАГа — до 15.10.1933 г.
4 февраля 1933 года награждён знаком "Почетный работник ВЧК-ГПУ (XV).
С 1 декабря 1933 г. — помощник Управляющего делами ОГПУ СССР (г. Москва).
С 10 июля 1934 г. — помощник начальника Административно-хозяйственного управления (АХУ) НКВД СССР.
В 1935 году присвоено звание майора госбезопасности.
С 2 февраля 1936 г. — заместитель начальника АХУ НКВД СССР и начальник Административного отдела АХУ (по совместительству)
С 2 февраля 1936 — 29 апреля 1937 года — начальник административного отдела АХУ НКВД СССР.

### Арест
Арестован 19 апреля 1939 года. Под следствием с 04.1939 по 12.1939 года.
19 декабря 1939 года осужден Особым совещанием (ОСО) НКВД СССР на 5 лет ИТЛ (58-я статья п.п. 1-б, 11 УК РСФСР).
С января 1940 г. по апрель 1944 г. — заключенный Северного Железнодорожного исправительно-трудового лагеря (Коми АССР).

### После освобождения
С 1949 г. по 1954 г. — на жительстве в городе Караганде:
С августа 1949 по январь 1950 года — безработный.
С января 1950 по июнь 1951 года — экономист птицекомбината в г. Караганде.
В 1951 году — инженер-экономист областной монтажной конторы в г. Караганде.
С октября 1951 по ноябрь 1952 года — не работал по болезни.
С ноября 1952- июнь 1953 года — экономист-плановик птищекомбината в г. Караганде.
С 1953 по 1954 года — не работал по болезни.
Решением ВК Верховного Суда СССР 10 июля 1954 года приговор отменен, и дело прекращено за отсутствием состава преступления, реабилитирован.
Восстановлен в КПСС в июле 1954 года. Пенсионер.

### Смерть
Умер 23 февраля 1973 года.
Похоронен на Донском кладбище города Москвы.

## Награды
- знак "Почетный работник ВЧК-ГПУ (V) (1926 г.)
- орден Красного Знамени (28.12.1927)[3]
- знак «Почетный работник ВЧК-ГПУ» (XV) (04.02.1933 г.)
- Медаль «20 лет РККА» (1938)